# Megachile texana
Megachile texana är en biart som beskrevs av Cresson 1878. Megachile texana ingår i släktet tapetserarbin, och familjen buksamlarbin. Inga underarter finns listade i Catalogue of Life.